# Loris lydekkerianus
Il lori grigio (Loris lydekkerianus) è una specie di primate strepsirrino, appartenente alla famiglia dei lorisidi.
Veniva un tempo considerata una sottospecie di L. tardigradus (L. tardigradus lydekkerianus); attualmente, quest'ultima specie è considerata endemica dello Sri Lanka, mentre tutte le sottospecie dell'India continentale vengono classificate come sottospecie di L. lydekkerianus.

## Distribuzione
Con quattro sottospecie (L. lydekkerianus lydekkerianus, L. lydekkerianus grandis, Loris lydekkerianus malabaricus, L. lydekkerianus nordicus)  è diffuso nella zona meridionale dell'India.

## Descrizione

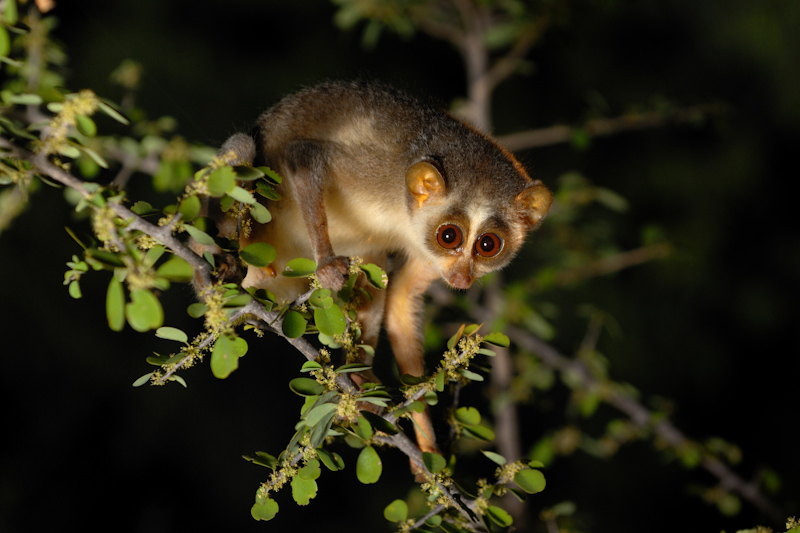

È assai simile al congenere Loris tardigradus, dal quale si differenzia per le dimensioni leggermente maggiori e per il colorito, che dorsalmente è grigio e ventralmente è giallastro sul petto e biancastro sul ventre e sulla gola.

## Biologia
Ha abitudini notturne: passa il giorno in piccoli gruppi, alternando periodi di riposo ad altri di interazione sociale (grooming o lotta simulata). Di notte, invece, ogni animale si avvia da solo in cerca di cibo.

### Alimentazione
Si tratta di animali principalmente insettivori: integrano tuttavia volentieri la dieta con piccoli vertebrati (che catturano con sorprendente velocità, seppure utilizzino gli scatti assai meno del lori tardigrado) e frutta matura. In cattività, sono molto golosi di miele.

### Riproduzione
La femmina ha due periodi di estro, uno fra aprile e giugno e l'altro fra ottobre e dicembre.

L'accoppiamento avviene con più maschi: la gestazione dura cinque mesi e mezzo, al termine dei quali nasce un unico cucciolo ben sviluppato. Fra una nascita e l'altra la femmina lascia passare almeno sette mesi.

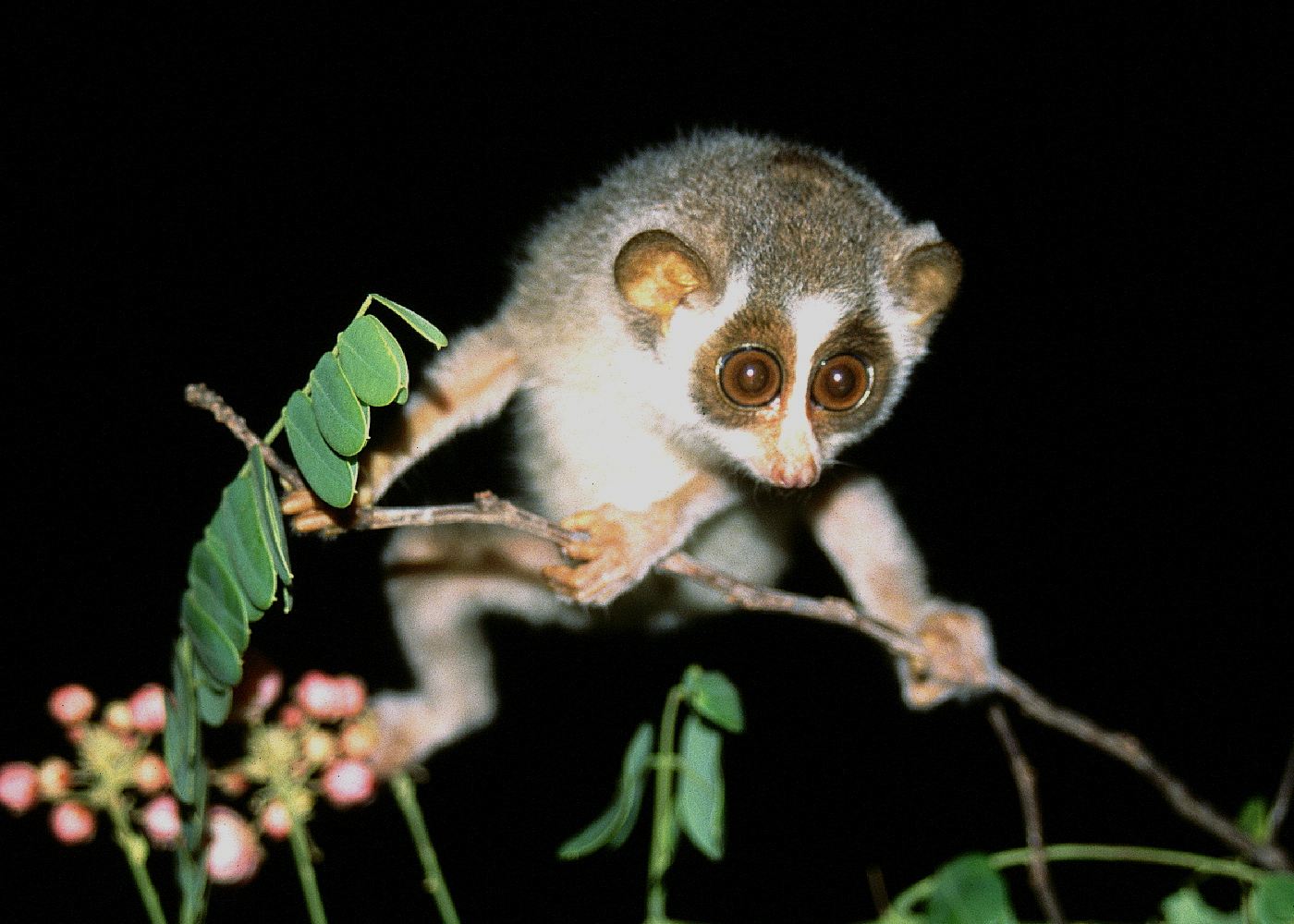
Loris lydekkerianus nordicus